# Tatsuya Fujiwara
Tatsuya Fujiwara (Japans: 藤原竜也, Fujiwara Tatsuya) (Chichibu, 15 mei 1982) is een acteur uit Japan.
Hij speelt in films sinds 1998 maar kreeg zijn bekendheid te danken aan de film Battle Royale uit 2000. Hij speelde in 2003 ook in het vervolg, Battle Royale II: Revenge.
- Biblioteca Nacional de España: XX1533259
- Bibliothèque nationale de France: cb14490529c (data)
- CiNii: DA16576489
- Gemeinsame Normdatei: 136836461
- International Standard Name Identifier: 0000 0001 2121 3580
- Library of Congress Control Number: nr2004013719
- Bibliotheek van het Japanse parlement: 01136089
- Nationale Bibliotheek van Tsjechië: xx0148713
- Nationale Bibliotheek van Israël: 987012412007605171
- Nederlandse Thesaurus van Auteursnamen: 267553862
- Système universitaire de documentation: 142556521
- Trove: 1459358
- Virtual International Authority File: 14718842
- WorldCat: E39PBJjRYBhBW37WbV8DWCdWjC